# 広州地下鉄5号線
広州地下鉄5号線 （こうしゅうちかてつ5ごうせん、中文表記: 广州地铁5号线、英文表記: Guangzhou Metro Line 5）、中華人民共和国広東省広州市茘湾区の滘口駅から黄埔区の黄埔新港駅までを結ぶ広州地下鉄の路線。広州地鉄集団有限公司が運営する。ラインカラーは■赤。路線距離41.7キロで、東西方向で30駅、2車両基地がある。6両編成のL型列車を使用。

## 概要
5号線は東西方向の「几」字形のルートをとっている。茘湾区芳村大道西の南側・滘口バスターミナルの東側を起点とし、珠江を渡り、大坦沙島の坦尾駅付近で地上から地下に入り、東に向かって中山八路・環市路を沿って進む。広州動物園で南の方向をとり、楊箕まで進むとまた東の方向をとり、花城大道・黄埔大道を沿って黄埔区に至る。路線距離およそ41.7キロ、30駅のうち2駅が地上駅（滘口駅と坦尾駅、13駅が乗換駅。
車両基地は三渓駅付近にある魚珠車両基地。該当車両基地は広州地下鉄内の直流電化列車の修理・改造を事業の主軸とする。
運転指令所は魚珠車両基地内にある魚珠コントロールセンター。該当運転指令所は4号線、5号線の指令業務を行っている。

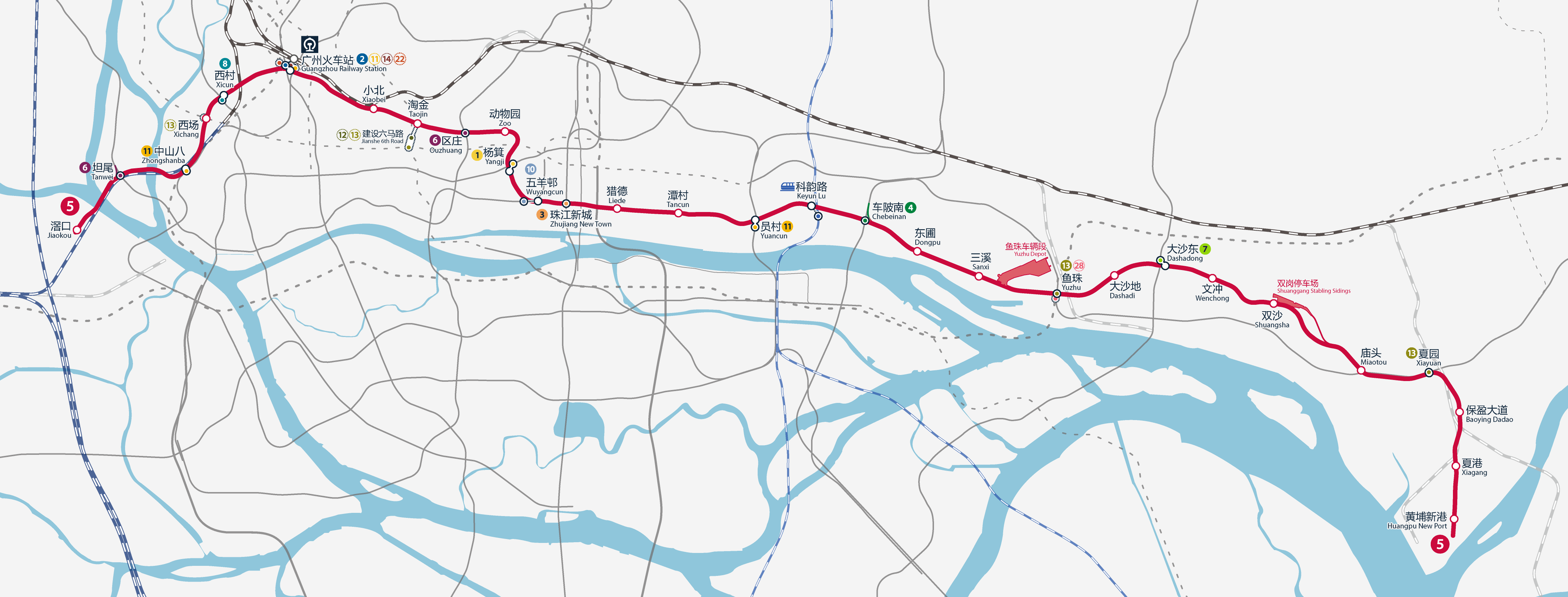
正縮尺で描かれた広州地下鉄5号線の路線図

## 沿革

### 計画
- 1997年 - 『広州市城市快速軌道交通線網規劃研究（最終報告）』が発表。

3号線と名付けられ、現5号線の雛形が現れた。西は金沙洲の沙貝駅を終端駅とし、市内では東山口駅で1号線との乗換駅を置く。西は夏園駅で分かれ、黄埔新港行きの支線（現在の5号線東延伸線）と新塘行きの支線（現在の13号線）に分岐する。
- 2003年 - 2003年計画案が発表。

当案では、路線番号を5号線に変更。西は滘口駅を終端駅とし、中山八路を経由して環市路のルートに入る。市内では市民の提案を採用して動物園駅を増設し、楊箕駅で1号線との乗換駅を置く。西は大沙地路を経由するルートをとり、黄埔新港駅を終端駅とする。新塘行きの支線は5号線から切り離れ、現在の13号線にする。

### 建設
- 2004年5月28日：5号線滘口 - 文沖間着工。大坦沙 - 西場、西場 - 草暖公園、草暖公園 - 淘金の3か所から同時にシールド掘削機が始発[1]。

5号線工事に伴い、楊箕駅と広州駅の改築工事も行われた。
- 2009年4月19日：滘口 - 文沖間にトンネル全線貫通[2]。
- 2009年9月20日：滘口 - 文沖間に列車試運転完了[3]。
- 2009年9月20日：滘口 - 文沖間に試運営、試搭乗が行われた。
- 2017年3月：東延伸線が国家発改委により批准。
- 2018年1月：東延伸線の工事可能性報告が可決[4][5]。
- 2018年11月19日：東延伸線着工。
- 2021年10月：広州開発区駅（現夏港駅）の構造工事が完了[6]。
- 2021年12月：東延伸線広州開発区 - 黄埔客運港間トンネル貫通[7]。
- 2022年4月：東延伸線双崗駅（現双沙駅） - 廟頭路駅（現廟頭駅）間トンネル貫通[8]。

### 運営
- 2009年12月28日：5号線滘口 - 文沖間開業[9]。

- 2023年12月28日：東延伸線（文沖 - 黄埔新港）が開業[10]。

## 駅一覧
- 全駅広東省広州市内に所在。

| 駅番号 | 駅名       | 駅名         | 駅名                      | 色 | 駅間キロ | 累計キロ      | 接続路線 | 所在地 |
| 駅番号 | 日本語     | 簡体字中国語 | 英語                      | 色 | 駅間キロ | 累計キロ      | 接続路線 | 所在地 |
| ------ | ---------- | ------------ | ------------------------- | -- | -------- | ------------- | --- | ------ |
| 501    | 滘口       | 滘口站       | Jiaokou                   |    | -        | 0.0           | | 茘湾区 |
| 502    | 坦尾駅     | 坦尾站       | Tanwei                    |    |          |               | ■ 6号線 605 | 茘湾区 |
| 503    | 中山八駅   | 中山八站     | Zhongshanba               |    |          |               | ■ 11号線 1117 | 茘湾区 |
| 504    | 西場駅     | 西场站       | Xichang                   |    |          |               | ■ 13号線（未開業）                                                                                                  | 茘湾区 |
| 505    | 西村駅     | 西村站       | Xicun                     |    |          |               | ■ 8号線 810 | 茘湾区 |
| 506    | 広州駅     | 广州火车站   | Guangzhou Railway Station |    |          |               | 広州地下鉄：■ 2号線 216・■ 11号線（当分の間は当駅を通過）・ ■ 14号線（未開業）・■ 22号線（未開業） 中国国鉄：広州駅 | 越秀区 |
| 507    | 小北駅     | 小北站       | Xiaobei                   |    |          |               | | 越秀区 |
| 508    | 淘金駅     | 淘金站       | Taojin                    |    |          |               | ■ 12号線（建設六馬路駅・未開業）・■ 13号線（建設六馬路駅・未開業）                                                  | 越秀区 |
| 509    | 区荘駅     | 区庄站       | Ouzhuang                  |    |          |               | ■ 6号線 615 | 越秀区 |
| 510    | 動物園駅   | 动物园站     | Zoo                       |    |          |               | | 越秀区 |
| 511    | 楊箕駅     | 杨箕站       | Yangji                    |    |          |               | ■ 1号線 113 | 越秀区 |
| 512    | 五羊邨駅   | 五羊邨站     | Wuyangcun                 |    |          |               | ■ 10号線 1011 | 越秀区 |
| 513    | 珠江新城駅 | 珠江新城站   | Zhujiang New Town         |    |          |               | ■ 3号線 310 | 天河区 |
| 514    | 猟徳駅     | 猎德站       | Liede                     |    |          |               | | 天河区 |
| 515    | 潭村駅     | 潭村站       | Tancun                    |    |          |               | | 天河区 |
| 516    | 員村駅     | 员村站       | Yuancun                   |    |          |               | ■ 11号線 1103 | 天河区 |
| 517    | 科韻路駅   | 科韵路站     | Keyun Lu                  |    |          |               | | 天河区 |
| 518    | 車陂南駅   | 车陂南站     | Chebeinan                 |    |          |               | ■ 4号線 422 | 天河区 |
| 519    | 東圃駅     | 东圃站       | Dongpu                    |    |          |               | | 天河区 |
| 520    | 三渓駅     | 三溪站       | Sanxi                     |    |          |               | | 天河区 |
| 521    | 魚珠駅     | 鱼珠站       | Yuzhu                     |    |          |               | ■ 13号線 1301 | 黄埔区 |
| 522    | 大沙地駅   | 大沙地站     | Dashadi                   |    |          |               | | 黄埔区 |
| 523    | 大沙東駅   | 大沙东站     | Dashadong                 |    |          |               | ■ 7号線 714 | 黄埔区 |
| 524    | 文沖駅     | 文冲站       | Wenchong                  |    |          |               | | 黄埔区 |
| 525    | 双沙駅     | 双沙站       | Shuangsha                 |    |          |               | | 黄埔区 |
| 526    | 廟頭駅     | 庙头站       | Miaotou                   |    |          |               | | 黄埔区 |
| 527    | 夏園駅     | 夏园站       | Xiayuan                   |    |          | ■ 13号線 1305 | | 黄埔区 |
| 528    | 保盈大道駅 | 保盈大道站   | Baoying Dadao             |    |          |               | | 黄埔区 |
| 529    | 夏港駅     | 夏港站       | Xiagang                   |    |          |               | | 黄埔区 |
| 530    | 黄埔新港駅 | 黄埔新港站   | Huangpu New Port          |    |          |               | | 黄埔区 |

## 運転形態
5号線はラッシュ時に滘口駅と黄埔新港駅間の列車と滘口駅と文沖駅間の区間列車を運行しており、最小運行間隔は2分まで短縮されています。この運行密度は広州地下鉄の中で最も高い水準です。
通常運転列車以外、いくつかの快速列車が運転されている。駅・列車放送およびホームモニターで終点駅と到達時間が提示される。

## 利用状況

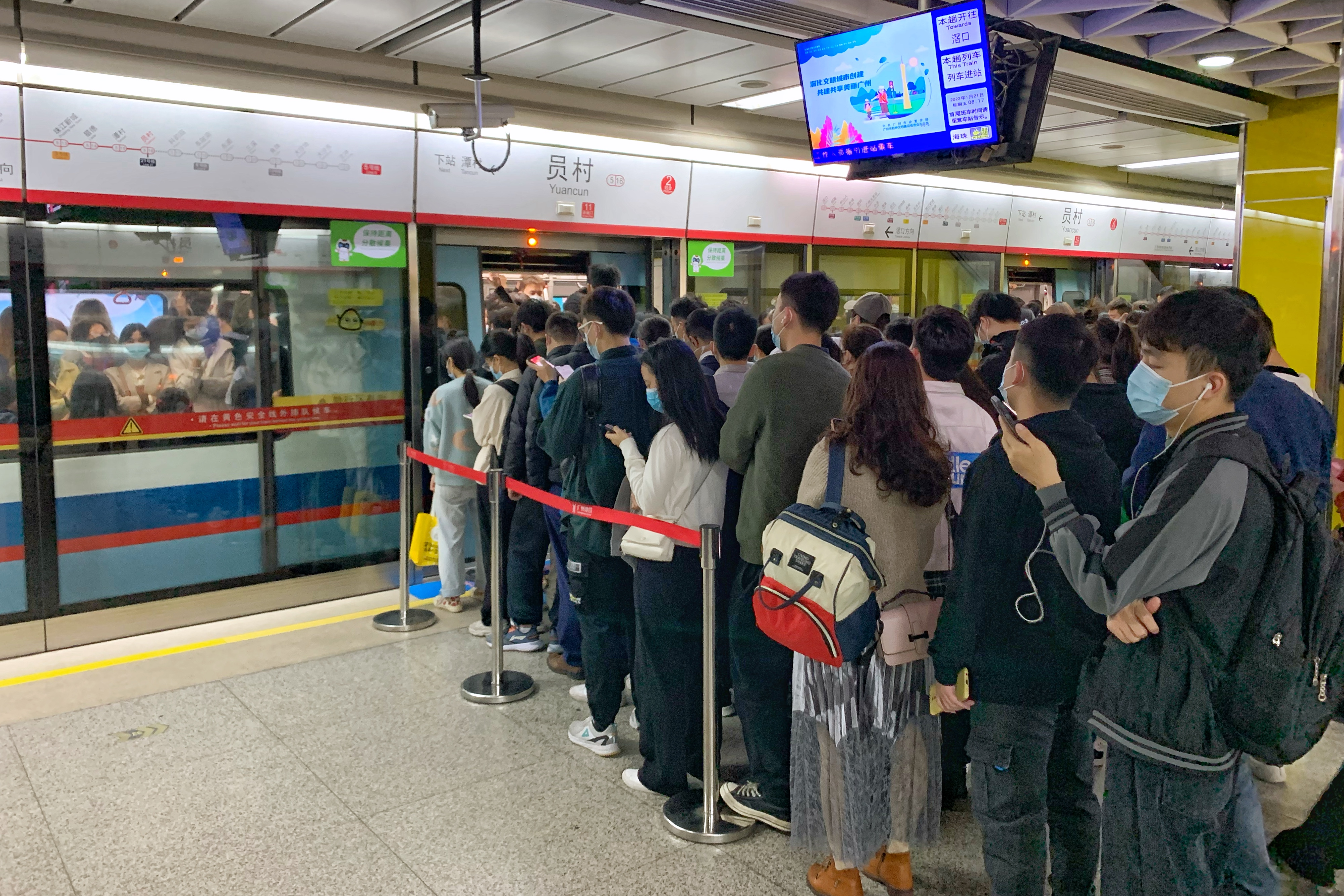
朝ラッシュ時の員村駅2番ホーム（滘口方面）。
長い列が作られ、待ち乗客が大勢いる模様。

5号線は多数の商業地域・住宅地域・を経由し、広州の東西両端を結ぶ大動脈であるため、大量の乗客が訪れる。開業初週間、1日平均利用者数56.7万人。2019年12月31日、利用者数は275.9万人を超え、5号線史上最多である。2020年、1日1キロ平均利用者数は2.69万人。2021年、1日利用者数は96.02万人で、3号線と2号線を下回って3位であった。
5号線は6両編成のL型列車を使用するため、輸送能力が6両編成のA型列車を使用する1号線のおよそ70%で満車率が割に高く、乗換駅ホームで激しい混雑が発生。2018年3月、朝ラッシュ時に市中心部方面全線で満車率が100%を超えたという。13号線一期開業後、5号線は13号線が地下鉄線網に結ぶ唯一の路線であるため、5号線を利用する乗客がさらに増加。混雑緩和対策として朝ラッシュ列車が運転され、多数の駅で入駅管理・誘導措置が講じられる。

## 利用車両
| 內部型番 | 內部型番 | 製造所               | 車両編成               | 製造年代  | 列車数 | 列車数 |
| -------- | -------- | -------------------- | ---------------------- | --------- | ------ | ------ |
| L2       | L2       | 南車青島四方機車車両 | 6L（Mcp+M+Mp+M+M+Mcp） | 2008~2010 | 30列   | 30列   |
| L4       | L4-Ⅰ     | 南車青島四方機車車両 | 6L（Mcp+M+Mp+M+M+Mcp） | 2011~2013 | 20列   | 32列   |
| L4       | L4-Ⅱ     | 南車青島四方機車車両 | 6L（Mc+Mp+M+M+Mp+Mc）  | 2011~2013 | 12列   | 32列   |
| L7       | L7       | 中車広東軌道交通車両 | 6L（Mcp+M+M+M+M+Mcp）  | 2021~     | 14列   | 14列   |

5号線は4号線と同じく直流電化1500Vの 第三軌条の電化方式（車両基地では架空電車線方式）、鉄輪式リニアモーター駆動方式を採用している。車両規格も4号線と同一で、L型列車である。現在、5号線は6両編成のL型列車76列を使用している。L型列車の設計速度100 km/h、最高運転速度90 km/h。
元々で一時的に4両編成を使用する計画だったが、3両編成を利用した3号線の混雑状況を鑑みて、開業時から6両編成を使用することになり、「小編成高密度」を地下鉄幹線に運用する方針を放棄した。

## 事故
- 2008年1月18日 - 珠江大橋付近に5号線の工事による地盤沈下が発生[18]。
- 2009年5月10日 - 西場 - 草暖公園区間付近に5号線の工事による地盤沈下が発生[19]。
- 2010年5月3日 - 午後1時、5号線に信号障害が発生。午後3時15分まで運転見合わせ。
- 2011年1月10日 - 夜10時30分、5号線小北 - 広州駅間を走る滘口行きの列車（列車番号05x055-05x056）内で放火事件が発生。

容疑者はガスタンクに火をつけて大量の白煙を発生させ、列車が広州駅に到着後に逃走。軽傷2人。数時間後に呉容疑者を確保。
- 2014年3月4日 - 5号線広州駅 - 西村間を走る滘口行きの列車内で刺激性ガスが発生した模様で緊急避難を実施したが、避難中に雑踏事故が発生。4人擦り傷。

事後、2人の少年が女性自衛用トウガラシスプレーを弄り催涙スプレーを放出したことを警察が判明。
該当事件を機に、広州アジア競技大会の開催に伴う安全措置の一環として、駅内セキュリティを導入。
- 2014年8月28日 - 午前、5号線中山八 - 西場上り区間の線路が地面の採掘機に侵入され、全線運転遅れ、中山八 - 淘金間運休。13時10分運転再開。[23]